# Krila Tateva
Krila Tateva (armensko: Տաթևի թևեր Tatevi tever) je 5,7 km dolga žičnica med Halidzorjem in samostanom Tatev v Armeniji. Je najdaljša reverzibilna žičnica, zgrajena samo v enem odseku in drži rekord za najdaljšo neprekinjeno dvotirno žičnico. Gradnja je bila končana 16. oktobra 2010. Leži v regiji Sjunik, 250 km južno od Erevana.
Skupni čas vožnje od postaje Halidzor do samostana Tatev je približno 12 minut; veliko krajši izlet kot 40-minutna vožnja po strmi serpentinasti cesti, ki sledi soteski Vorotan. Ko se dviga nad sotesko, kabina žičnice doseže največjo višino 320 metrov. Ko prva kabina prispe na postajo Tatev, pride druga na postajo Halidzor. Ko se kabina ponovno naloži, se gibanje začne znova v nasprotni smeri. Vsaka kabina sprejme 30 potnikov in enega stevarda. Žičnica lahko prepelje približno 240 potnikov na uro. Zmogljivi stebri delijo žičnico na štiri dele. Najdaljši odsek je dolg 2,7 km in gleda na samostanski kompleks Tatev.
Od oktobra 2010 do decembra 2019 je žičnica prepeljala okoli 950.000 potnikov.

## Zgodovina
Reverzibilna žičnica Krila Tatev je bila zgrajena v okviru projekta oživitve Tatev, katerega ideja pripada Rubenu Vardanyanu in Veroniki Zonabend. Izdelala ga je avstrijsko-švicarska Doppelmayr Garaventa Group. Žičnica je bila uradno zagnana 16. oktobra 2010. Istega leta, 23. oktobra, je postavila Guinnessov svetovni rekord za najdaljšo neprekinjeno obračalno žičnico.
Tatev Gateway je nekomercialni projekt; celoten dobiček od projekta vlagajo v obnovo samostana Tatev in razvoj lokalne skupnosti.
Žičnica je s svojo nagnjeno dolžino 5750 m bistveno daljša od žičnice Sandia Peak v Albuquerqueju v Novi Mehiki, ZDA, ki je bila odprta leta 1999 in je bila prej s 4467 m najdaljša žičnica na svetu v enem odseku z neprekinjenim obešenim kablom. Najdaljša potniška žičnica ostaja 13 km dolga žičnica Norsjö na Švedskem, gondola, ki je nastala leta 1989 iz odseka IV nekdanje 96 km dolge tovorne žičnice.

## Tehnični podatki
- Vrsta: neprekinjena, reverzibilna žičnica
- Proizvajalec: Doppelmayr/Garaventa Group (Avstrija, Švica)
- Dolžina: 5752 m
- Čas vožnje: 11–15 minut (odvisno od vremenskih razmer)
- Kapaciteta kabine: 30 potnikov in spremljevalec
- Število kabin: 2
- Največja višina: 320 m
- Največja hitrost: 10 m/s
- Osebje: 60 ljudi[3]

## Naložbe v projekt
Projekt Tatev Gateway je vključeval naložbo v višini več kot 22 milijonov ameriških dolarjev. 16 milijonov USD od tega zneska je bilo porabljenih za gradnjo žičnice; več kot 1 milijon USD – za izgradnjo restavracije Tatevatun; 1,5 milijona USD – za razvoj infrastrukture in približno 670.000 USD za izboljšavo lokacije.

## Galerija
- Kabina
- Razgled iz kabine
- Cesta do glavnih zgradb in spodnje postaje v Halidžorju
- Glavna stavba (uprava, restavracija, blagajna)
- Spodnja postaja "Halidzor"
- Zgornja postaja "Tatev"
- Reklamni pano za žičnico pri Gorisu